# 오쓰치정
오쓰치정(일본어: 大槌町)은 일본 이와테현 가미헤이군의 태평양과 접하는 정이다.
일본의 진흥산촌, 변지, 준과소지로 지정되어 있으며 1977년 1월에는 도쿄 대학 해양연구소 국제연안해양연구센터가 개설되었다. 또 많은 조몬 시대 유적을 볼 수 있다.

## 지리
대체로 오쓰치강 유역의 범위 내에 있고 오쓰치만과 후나코시만에 접하지만 정의 서부는 산지(기타카미 산지)로 인구는 적다. 정은 오쓰치만에 접한 해안에 열려 있고 철도나 주요 도로도 해안을 따라서 달리고 있다.

## 역사
- 1889년 4월 1일 - 정촌제 시행으로 미나미헤이군 오쓰치정, 가나자와촌이 성립하였다.
- 1896년 3월 29일 - 미나미헤이군과 니시헤이군이 합병해 가미헤이군이 되었다.
- 1955년 4월 1일 - 오쓰치정과 가나자와촌이 합병해 새로운 오쓰치정이 탄생하였다.

## 인구
| 연도 | 인구   | ±%     |
| ---- | ------ | ------ |
| 1920 | 10,617 | —      |
| 1930 | 12,638 | +19.0% |
| 1940 | 13,906 | +10.0% |
| 1950 | 18,012 | +29.5% |
| 1960 | 20,004 | +11.1% |
| 1970 | 20,489 | +2.4%  |
| 1980 | 21,292 | +3.9%  |
| 1990 | 19,074 | −10.4% |
| 2000 | 17,480 | −8.4%  |
| 2010 | 15,277 | −12.6% |

## 교통

### 철도
- 동일본 여객철도 야마다선

### 도로
- 국도 45호선